# El-amarnské dopisy

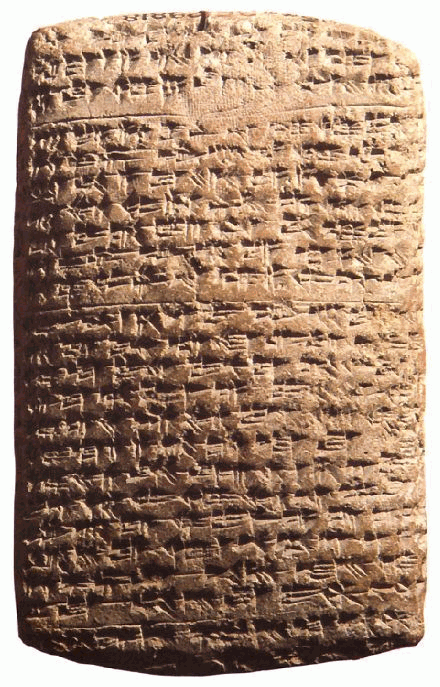
Jeden z el-amarnských dopisů psaných v akkadštině

El-amarnské dopisy nebo také Achetatonský archiv je rozsáhlý archiv korespondence starověkého egyptského dvora 18. dynastie ze14. století před naším letopočtem, který byl nalezen ve starověkém městě Achetaton (dnes známém jako El Amarna).  

## Tři nálezy
První a největší soubor  tabulek popsaných klínovým písmem byl nalezen Egypťany  v roce 1887 a rozprodán v aukcích. Zpočátku byly pokládány za falzifikáty, k jejich správnému určení přispěl britský vědec Ernest Wallis Budge, odborník na hieroglyfické a klínové písmo. Dalších 22 tabulek nalezl archeolog Flinders Petrie v letech 1891-1892 v archivu Královského domu. Zbývající texty byly objeveny po roce 1903 archeologickými expedicemi z různých zemí.

## Obsah
Archiv obsahuje celkem 382 tabulek, z toho 350 je korespondence egyptského dvora jak s egyptskými vazaly a správci, tak se vzdálenými zeměmi jako Babylonií, Chetity, Mari a různými kenaánskými státy ze 14. století př. n. l. Zbývajících 32 jsou různé seznamy, cvičení, literární texty.
El-amarnské dopisy představují důležitý pramen pro poznání období vlády faraónů Amenhotepa III. a Amehotepa IV. (Achnatona), například jejich osobní dopisy faraónů panovníkům sousedních říší. Ilustrují také složitou politickou situaci na Předním východě, vazalské vztahy, platby tributů, vzpoury, smlouvy a pod. a pomáhají pochopit složitou politickou situaci v dané oblasti. Objevují se tak někdy i kuriózní vztahy mezi vazalskými státy, jejichž diplomaté posílali faraónovi dopisy obviňující dopisy proti sobě navzájem a žádali faraonovu pomoc ve sporu, poukazovali při tom na nedostatek úcty a věrnosti vůči faraonu a Egyptu toho druhého. Jen malá část dopisů obsahuje poezii. 

## Jazyk
Jejich jazykem je akkadština (tehdy mezinárodní diplomatický jazyk), avšak odlišná od té, kterou známe z Mezopotámie. Zvláště v případě tabulek pocházejících z Kenaánu je značně ovlivněna tamními dialekty. Jelikož je akkadské písmo slabičné, představují v mnoha případech cenný pramen pro studium některých kenaánských jazyků. Malá část je také v asyrštině a chetitštině.

## Uložení
První  skupina dopisů, nalezených Egypťany, je rozptýlena po muzeích v Německu, Anglii, Egyptě, Francii, Rusku a Spojených státech. Nejvíce (202 nebo 203 tabulek) je v Muzeu přední Asie v Berlíně, 99 je v Britském muzeu v Londýně, 49 nebo 50 je v Egyptském muzeu v Káhiře; 7 v Louvru v Paříži, 3 v Puškinově muzeu v Moskvě a 1 ve sbírce Orientálního institutu v Chicagu. Několik dalších tabulek má Ashmoleovo Museum v Oxfordu a Královské muzeum uměn a historie v Bruselu.

## Vydání a překlady textů
Klasické vydání těchto textů obsahuje 358 z 382 dopisů a vydal je norský asyriolog Jørgen Alexander Knudtzon roku 1915 v Lipsku. Větší část později nalezených textů shromáždil a vydal Anson F. Rainey z Univerzity v Tel-Avivu v roce 1970; další vydání pochází z roku 1978. V roce 1987 byly texty zrevidovány a přeloženy do francouzštiny (Moran 1987) a do angličtiny (Moran 1992).